# Песни о людях
Пе́сни о лю́дях — пятый студийный альбом группы «Любэ», выпущенный в декабре 1997 года. Лучшими песнями альбома стали: «Там, за туманами», «Годы», «Скворцы», «Ребята с нашего двора», «Ишо». Продолжая сотрудничество с  Людмилой Зыкиной – для альбома была дуэтом записана легендарная песня «Течёт река Волга».
На открывающую композицию «Там за туманами» режиссёром Олегом Гусевым и оператором Максом Осадчим был снят клип, вышедший в эфир в ноябре 1997 года. Также был снят клип на песню «Ребята с нашего двора». В феврале 1998 года «Любэ» отправилась в концертный тур в поддержку нового альбома, который закончился 24 февраля 1998 года выступлением в концертном зале «Пушкинский», запись с которого вышла отдельным альбомом «24.02.98. Песни из концертной программы „Песни о людях“».
Альбом оформлен в уже несвойственной манере для группы. Обложка показывает группу «Любэ» и сына Николая Расторгуева, путешествующих в вагоне поезда. Спокойствие ощущалось не только в оформлении диска, но и в самих композициях. Это песни о человеческих отношениях: ощущении счастья и несчастья, грусти по ушедшим временам.

## Список композиций
Вся музыка написана И. Матвиенко, кроме  5, 9 и 11 треков.
| №                   | Название                                                          | Текст песни         | Длительность |
| ------------------- | ----------------------------------------------------------------- | ------------------- | ------------ |
| 1.                  | «Там, за туманами»                                                | А. Шаганов          | 3:46         |
| 2.                  | «Годы»                                                            | М. Андреев          | 4:19         |
| 3.                  | «Скворцы»                                                         | А. Шаганов          | 4:39         |
| 4.                  | «Тянет к людям»                                                   | А. Шаганов          | 3:42         |
| 5.                  | «Мама» (музыка О. Фельцман)                                       | Ю. Гарин            | 4:25         |
| 6.                  | «Ишо»                                                             | М. Андреев          | 3:28         |
| 7.                  | «Ребята с нашего двора»                                           | А. Шаганов          | 5:22         |
| 8.                  | «Футбол»                                                          | А. Шаганов          | 3:08         |
| 9.                  | «Песня о друге» (музыка А. Петров)                                | Г. Поженян          | 3:01         |
| 10.                 | «Мент»                                                            | М. Танич            | 2:49         |
| 11.                 | «Течёт река Волга» (музыка М. Фрадкин, исп. в дуэте с Л. Зыкиной) | Л. Ошанин           | 5:05         |
| Общая длительность: | Общая длительность:                                               | Общая длительность: | 44:17        |

Переиздания:
1. Юбилейное издание, выпущенное в 2002 году к 10-летию группы. Из альбома исключены песни «Мама» (5) и «Мент» (10). Добавлены Bonus-tracks live:
Вся музыка написана И. Матвиенко.
| №   | Название                         | Текст песни | Длительность |
| --- | -------------------------------- | ----------- | ------------ |
| 10. | «Главное, что есть ты у меня...» | М. Андреев  | 3:51         |
| 11. | «Улочки московские»              | А. Шаганов  | 4:19         |
| 12. | «Старый барин»                   | А. Шаганов  | 3:02         |

2. Юбилейное издание, выпущенное к 25-летию группы. Из альбома исключены песни «Мама» (5) и «Мент» (10). Выпуск: на LP-носителях (винил) — 2014 г., на CD — 2015 г.

## Участники записи

### Любэ
- Николай Расторгуев — вокал
- Сергей Перегуда — гитара
- Виталий Локтев — клавишные
- Александр Ерохин — ударные
- Павел Усанов — бас-гитара
- Анатолий Кулешов — хормейстер, бэк-вокал

### Дополнительные музыканты
- Людмила Зыкина — вокал в песне «Течёт река Волга»
- А. Кулешов, Н. Расторгуев, Н. Коновалов, О. Кацура (6) — хор
- А. Мажаров, И. Смирнов, Н. Девлет-Кильдеев, А. Косорунин — сессионные музыканты
- Государственный ансамбль «Россия» под управлением Н. Степанова (11)

### Производство
- Игорь Матвиенко — продюсер, художественный руководитель, аранжировка
- Игорь Матвиенко, Оскар Фельцман, Андрей Петров, Марк Фрадкин — авторы музыки
- Александр Шаганов, Михаил Андреев, Юрий Гарин, Григорий Поженян, Михаил Танич, Лев Ошанин — авторы стихов
- Александр Панфилов, Николай Цветков (студия «Любэ» и Н.Расторгуева), запись (4, 7, 9, 10) — звукоинженеры
- Василий Крачковский, Владимир Овчинников (студия «Мосфильм»), запись (1-3, 5, 6, 8, 9) — звукорежиссёры
- Студия «Останкино», запись (11)
- Студия «Продюсерского Центра Игоря Матвиенко», запись (1-10)
- Василий Крачковский (студия «Мосфильм») — сведение
- Владимир Овчинников (студия «Мосфильм») — мастеринг
- Олег Головко — директор группы
- Юрий Земский, Николай Цветков, Ирина Масленникова — административная группа
- Игорь Полонский — саунд-дизайн
- Андрей Чеснов — исполнительный директор
- Павел Киселев, Яков Титов — фотографии
- DirectDesign — дизайн

## Награды и номинации
| Год  | Награда           | Номинированная работа   | Результат |
| ---- | ----------------- | ----------------------- | --------- |
| 1997 | Песня года        | «Скворцы»               | Победа    |
| 1997 | Песня года        | «Ребята с нашего двора» | Победа    |
| 1997 | Золотой граммофон | «Ребята с нашего двора» | Победа    |
| 1998 | Песня года        | «Там, за туманами»      | Победа    |
| 1998 | Золотой граммофон | «Там, за туманами»      | Победа    |
| 1999 | Песня года        | «Ишо»                   | Победа    |